# Acacia eburnea
Acacia eburnea är en ärtväxtart som först beskrevs av Carl von Linné d.y., och fick sitt nu gällande namn av Carl Ludwig von Willdenow. Acacia eburnea ingår i släktet akacior, och familjen ärtväxter. IUCN kategoriserar arten globalt som sårbar. Inga underarter finns listade i Catalogue of Life.